# Résolution 2030 du Conseil de sécurité des Nations unies
Membres permanents
- Chine
- États-Unis
- France
- Royaume-Uni
- Russie

Membres non permanents
- Afrique du Sud
- Allemagne
- Bosnie-Herzégovine
- Brésil
- Colombie
- Gabon
- Inde
- Liban
- Nigéria
- Portugal

Résolution no 2029 Résolution no 2031
La résolution 2030 du Conseil de sécurité des Nations unies a été adoptée à l'unanimité le 21 décembre 2011 après avoir rappelé la résolution 1949 (en) (2010). Le Conseil a appelé le gouvernement et les parties prenantes politiques de la Guinée-Bissau à travailler ensemble pour consolider la paix et la stabilité, utiliser des moyens légaux et pacifiques pour résoudre les différends et intensifier les efforts pour un dialogue politique authentique et inclusif et la réconciliation nationale.